# João Penteado

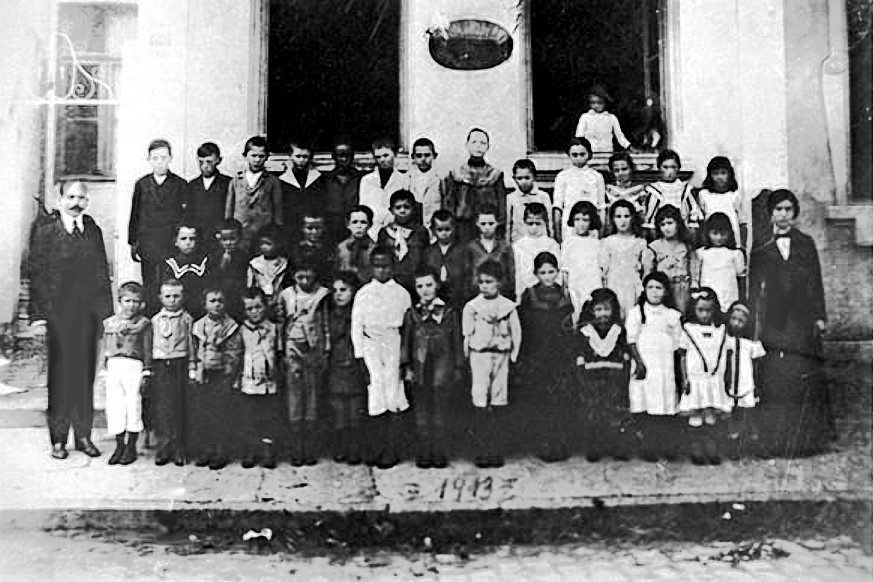
João Penteado, uma professora não identificada e seus alunos na Escola Moderna de São Paulo, Março de 1913.

João de Camargo Penteado (Jaú, 4 de Agosto de 1876 - São Paulo, 3 de Dezembro de 1965) foi um dos principais pedagogos anarquistas brasileiros de fins do século XIX e inícios do século XX. Foi um dos fundadores da primeira Escola Moderna no Brasil, colaborador como redator de inúmeros periódicos libertários, foi editor do periódico Boletim da Escola Moderna em 1918. Em seus artigos sempre ressaltou a intrínseca relação entre educação e transformação social.

## Biografia

### Infância e juventude
Nascido em uma família de classe média baixa na cidade de Jaú, interior do estado de São Paulo, filho de uma família de sete irmãos, sua mãe se chamava Anna Delfina de Almeida e seu pai Manoel de Camargo Penteado. Desde a infância João já auxiliava seu pai em seu serviço nos Correios. Autodidata em quase todo seu processo de educação, mais tarde João seria selecionado em um concurso para professor municipal de primeiras letras em sua cidade natal. Reconhecido por sua grande capacidade docente foi convidado a dar aulas em outros municípios como Itapuí, também no estado de São Paulo, e Juiz de Fora, no estado de Minas Gerais. Ainda em Jaú participou da organização dos protestos contra o fuzilamento na Espanha do pedagogo anarquista Francisco Ferrer, o elaborador da Escola Moderna, tendo sido indicado como orador do Centro Operário daquela cidade. 

### Escola Moderna n° 1
Mudando-se para a capital, aproximou-se dos círculos anarquistas paulistanos tendo contato com outros notáveis - entre estes, Edgard Leuenroth, Gigi Damiani, Oreste Ristori e Florentino de Carvalho - junto dos quais fundaria a primeira Escola Moderna em solo brasileiro. Fundada em uma casa simples da Rua Saldanha Marinho número 66, no bairro paulistano do Belenzinho, desde sua fundanção a Escola Moderna n° 1 teria Penteado como seu diretor e professor, escolhido em 12 de Maio de 1912 em reconhecimento dos demais fundadores de seu vasto conhecimento acerca da obra de Francisco Ferrer. Penteado seria substituído da função de docente apenas por um curto período de tempo pelo também pedagogo e militante anarquista Florentino de Carvalho. Lá também lecionaram as professoras Isabel Ramalho e Sebastiana Penteado,
A experiência iniciada em 1912 chegou a possuir seis classes distintas com aulas mistas para estudantes de ambos os gêneros e aulas noturnas para adultos. Em seu programa de atividades constavam as seguintes matérias lecionadas: português (caligrafia, leitura, datilôgrafia e grámatica), aritmética (geometria e matemática), geografia, geologia, mineralogia, botânica, história, física, desenho, caligrafia e leitura entre outros conteúdos. Os professores também organizavam excursões com o intuito que seus alunos e alunas tivessem contato com o cotidiano para além da escola.
Devido ao grande êxito alcançado na Escola Moderna n° 1, surgiria a Escola Moderna nº 2 na cidade vizinha de São Caetano do Sul que teria o pedagogo anarquista José Alvés como seu diretor. Em conjunto as duas escolas editaram em o Boletim da Escola Moderna cuja intenção era propor e veícular reflexões da pesquisa e do desenvolvimento da educação libertária com vistas à transformação social. Os estudantes das escolas por sua vez editaram e publicaram dois periódicos - O Início e Iris -  nos quais publicariam trabalhos escritos, informações sobre as atividades culturais na escola e fora dela, notícias sobre a conjuntura política nacional e internacional e textos sobre a história do anarquismo e do movimento operário.

### Fim da Escola Moderna
Como numa triste paródia dos ocorridos em Maio de 1905 em Barcelona, em 19 de Novembro de 1919 as escolas modernas seriam obrigadas a fechar após a explosão (acidental ou implantada pela polícia) de uma bomba na casa de uma família anarquista na rua Boemer no bairro do Brás. A explosão que mataria quatro anarquistas, entre estes José Alves o diretor da escola nº 2, seria amplamente utilizada pelo governo temeroso com o crescimento da filosofia anarquista e suas relações com os recentes eventos da Greve Geral de 1917 e da Insurreição anarquista de 1918, para acabar com as escolas modernas.
Nos dias que se seguiram João Penteado seria intimado pelo Diretor Geral de Instrução Pública de São Paulo a fechar as escolas.
Tendo sido verificado pela Secretaria da Justiça e de Segurança Pública, que as escolas modernas, de que sois diretor 'visando a propagação de idéias anárquicas e a implementação de um regime comunista, ferem de modo iniludível a organização política e social do país'[...] Hei por bem não somente cassar a autorização de funcionamento concedida à vossa escola, [...] bem como intimar-vos a fechar,... em caráter definitivo, a escola moderna nº 2— Ofício do diretor de instrução pública.
Após ser fechada oficialmente, a escola moderna n° 1 deu lugar à Academia de Comércio Saldanha Marinho, depois Colégio Saldanha Marinho onde João Penteado permaneceu como diretor até seu falecimento.

### Periódicos
João Penteado também teve participação ativa em diversos periódicos anarquistas da época através de seus artigos e crônicas. neles escreveu uma série de textos sobre educação e anarquismo publicados em O Operário, A Plebe, A Lanterna. Em 1918 tornou-se editor do jornal Boletim da Escola Moderna fundado com a intenção de propor reflexões acerca das formas de pesquisa e desenvolvimento da educação libertária com vistas à transformação social. Em conjunto com os dissentes da Escola Moderna publicou também pelo menos dois periódicos estudantis: O Início e Iris.

## Obra
Durante sua vida, além de seus inúmeros artigos e crônicas João Penteado publicou dois livros. Em 1944 lançou a obra Pioneiros do Magistério Primário que  e o Esboço histórico através do primeiro centenário de Jaú. 
- Pioneiros do magistério primário. São Paulo, s. ed., 1944.
- Esboço histórico através do primeiro centenário de Jaú. Jaú. sd.

## Acervo
Após sua morte seu arcervo pessoal foi doado por sua família ao Centro de Memória e Educação da Faculdade de Educação da Universidade de São Paulo. Além de periódicos libertários de todo mundo, também exemplares dos jornais dos Grêmios estudantis O Início e Iris compõem o acervo, somando ao todo em torno de setecentos exemplares do período de 1910 à 1960. Como parte do acervo também encontram-se mais de mil fotografias, sessenta cartões postais e outros cem cartões com imagens da escola.

## Legado
O legado pedagógico e libertário deixado por João Penteado nunca foi esquecido entre os anarquistas. Sua trajetória de luta pela educação anarquista é reconhecida internacionalmente constando seu nome nas principais enciclopédias libertárias atuais. No Brasil contemporâneo diversas experiências de educação anarquistas estão sendo retomadas e as obras de Francisco Ferrer, assim como a experiência das escolas modernas, são consideradas referências importantes na constituição desta nova educação. 
Nas cidades de São Paulo e de Ribeirão Preto existe em cada uma delas uma rua que homenageia João Penteado levando seu nome.